# ورق زيتون

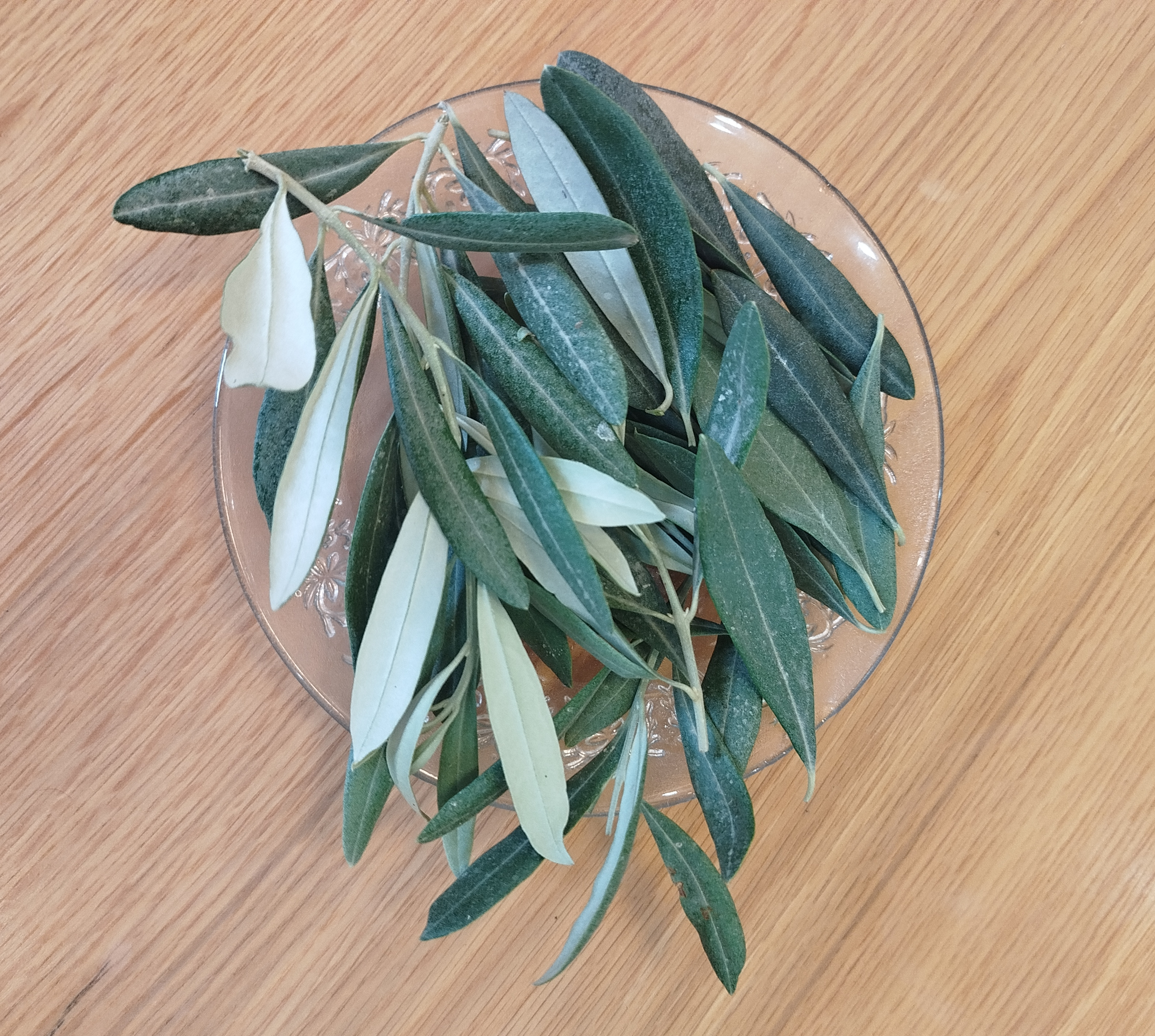
ورق أشجار الزيتون، فلسطين

ورق الزيتون (بالإنجليزية: Olive leaf) هو ورق شجرة الزيتون (الاسم العلمي:Olea europaea)، على الرغم من أن زيت الزيتون معروف بنكهته وفوائده الصحية الكبيرة، إلا أن الورقة ومستخلصاتها لا تزال قيد البحث الأولي مع آثار غير معروفة على صحة الإنسان.

## خصائص أوراق أشجار الزيتون
- هي الأوراق الخضراء الفضية مستطيلة الشكل، ويبلغ طولها 4-10 سم وعرضها 1-3 سم.[3]
- عند تناولها يكون للأوراق طعم مرير قابض.
- تحوي مركبات كيميائية تتركز فينولات الزيتون في الأوراق أكثر بكثير مقارنة بثمار الزيتون أو زيت الزيتون.
- مستخلص أوراق الزيتون، ويمكن اعتباره علامة على نضج الزيتون، مع مركبات أخرى وثيقة الصلة.
- يختلف التركيب الفينولي لمستخلص أوراق الزيتون وفقًا لصنف النبات و موسم الحصاد وطريقة الحصاد ونضج الأوراق وظروف التخزين وطريقة الاستخراج.

## استخدامات أوراق أشجار الزيتون
- تُستخدم أوراق أشجار الزيتون أحيانًا في المطبخ الصيني الفاخر للطهي.[4]
- استخدمت قديمًا أوراق الزيتون في صنع مسحوق أوراق الزيتون الماتشي المستخدمة في الحلويات وفي الشاي في الاستخدامات التاريخية.
- تم استخدام فوائد أوراق الزيتون في ممارسات الطب التقليدي كعلاجات شعبية لعلاج الأمراض المختلفة.
- تشير الدراسات إلى أن مستخلص أوراق الزيتون يمكن أن يساعد في توازن نسبة السكر في الدم لدى مرضى السكري من النوع الثاني.
- تستخدم أوراق الزيتون على نطاق واسع في علاج حالات البرد والإنفلونزا.[5]
- تحتوي أوراق الزيتون على مواد طبيعية تساعد على خفض الإرتفاع الطفيف بضغط الدم دون أن تسبب اثار جانبية.[6]
- في الطب البديل يستعمل بتناول كوب من مستخلص أوراق الزيتون يوميا في الصباح، وذلك لخفض نسب الكوليسترول والدهون الثلاثية بالدم، وفي الحماية من تصلب الشرايين.[7]

## دراسات

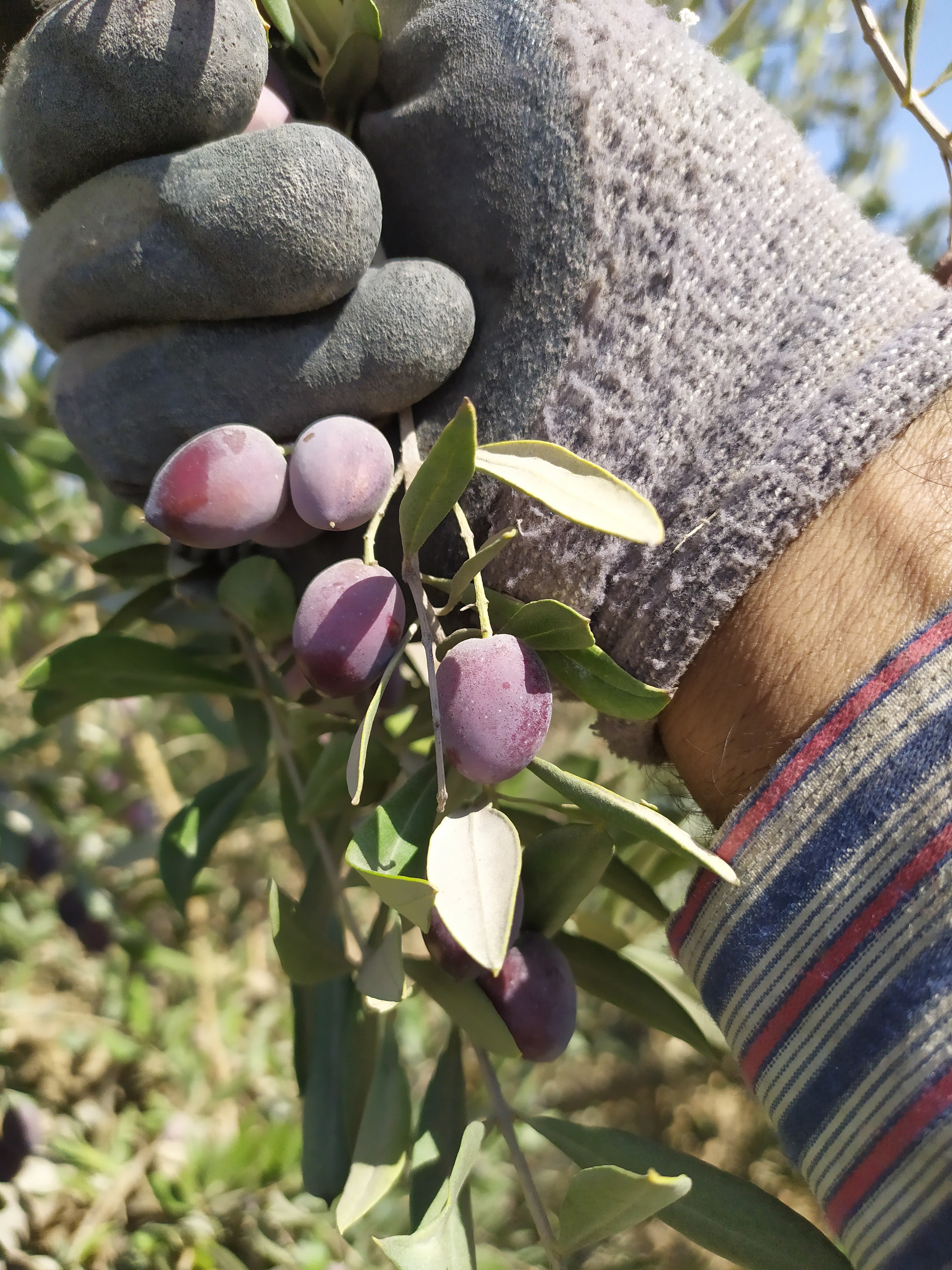
ثمار أشجار الزيتون

إن الأدلة العلمية على الآثار الصحية لاستخدام مستخلص أوراق الزيتون اعتبرت غير كافية من قبل هيئة سلامة الأغذية الأوروبية لإثبات أي علاقة بين السبب والنتيجة.